# Dejan Radonjić
Dejan Radonjić (in montenegrino Дејан Радоњић; Titograd, 2 febbraio 1970) è un ex cestista e allenatore di pallacanestro montenegrino e precedentemente jugoslavo, fino alla definitiva conclusione dell'esperienza federativa della Jugoslavia avvenuta nel 2003, nonché serbo-montenegrino, fino alla scissione della Serbia e Montenegro in due stati indipendenti occorsa nel 2006.

## Palmarès

### Giocatore
- YUBA liga: 3

Budućnost: 1998-99, 1999-2000, 2000-01
- Coppa di Jugoslavia: 1

Budućnost: 2001

### Allenatore
- Campionato montenegrino: 6

Budućnost: 2006-07, 2007-08, 2008-09, 2009-10, 2010-11, 2011-12
- Campionato serbo: 5

Stella Rossa: 2014-15, 2015-16, 2016-17, 2020-21, 2021-22
- Campionato tedesco: 2

Bayern Monaco: 2017-18, 2018-19
- Coppa del Montenegro: 6

Budućnost: 2007, 2008, 2009, 2010, 2011, 2012
- Coppa di Serbia: 5

Stella Rossa: 2014, 2015, 2017, 2021, 2022
- Lega Adriatica: 5

Stella Rossa: 2014-15, 2015-16, 2016-17, 2020-21, 2021-22

#### Individuale
- ABA Liga Coach of the Year: 2

Stella Rossa: 2013-14, 2014-15